# 1851 in Italia

## Avvenimenti

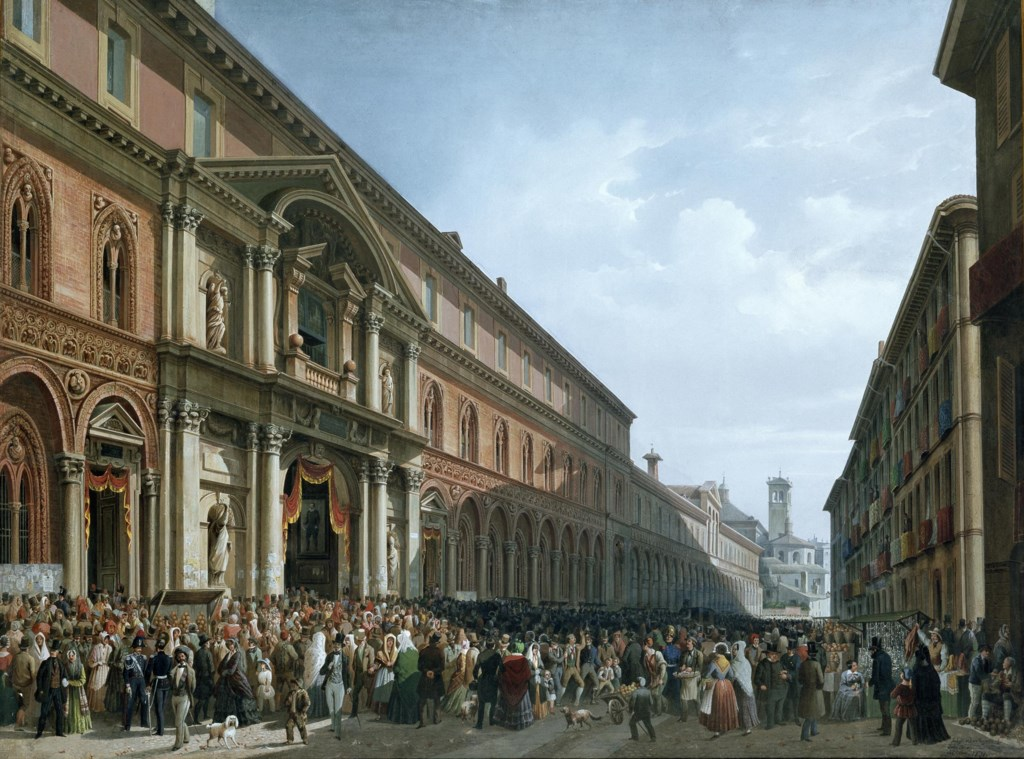
Luigi Bartezzati, La Festa del Perdono davanti all'Ospedale Maggiore di Milano, 25 marzo 1851.

- 1º gennaio: emissione del primo francobollo italiano nel Regno di Sardegna[1].

- 9 marzo: prima linea telegrafica tra Torino e Moncalieri[1].

- 1º maggio: viene firmata una convenzione per costruire una "Strada Ferrata dell'Italia Centrale" tra Stato Pontificio, Toscana, Austria, Modena e Parma[2]

- 14 agosto: terremoto del Vulture. Distruzione di Melfi e Barile e gravi danni a Rapolla, Rionero in Vulture e Venosa[3][4].

- 5 novembre: esecuzione mediante fucilazione di don Giovanni Grioli, uno dei martiri di Belfiore[5][6].

## Cultura
- 11 marzo: Debutto, al teatro La Fenice di Venezia, del Rigoletto, opera di Giuseppe Verdi libretto di Francesco Maria Piave[7].

## Nati nel 1851
- 3 aprile: Alberto Della Valle, disegnatore, illustratore e fotografo. († 24 dicembre 1928)
- 4 agosto: Francesco Paolo Michetti, pittore e fotografo. († 5 marzo 1929)

## Morti nel 1851
- 10 marzo: Leopoldo di Borbone-Due Sicilie, 60 anni, principe di Napoli e di Sicilia, poi delle Due-Sicilie, principe di Salerno, figlio di re Ferdinando I delle Due Sicilie. (° 2 luglio 1790).
- 13 aprile: Giovanni Battista Biscarra, 61 anni, pittore, nominato nel 1821 primo pittore di Sua Maestà, Capo e Maestro delle Scuole di Pittura e Disegno, e Direttore dell'Accademia del Nudo[8][9] dal re Carlo Felice. (° 22 febbraio 1790)
- 24 maggio: Carlo Vizzardelli, 59 anni, creato cardinale nel concistoro del 17 gennaio 1848, da Pio IX. Fu prefetto della Congregazione degli studi. (° 2 luglio 1791)